# Tepotzotlán
Mall:För regionen
Tepotzotlán är en stad i Mexiko, och administrativ huvudort i kommunen Tepotzotlán i delstaten Mexiko. Tepotzotlán ligger i den centrala delen av landet och tillhör Mexico Citys storstadsområde. Staden hade 38 119 invånare vid folkräkningen 2010.
Tepotzotlán är en Pueblo mágico, en mexikansk utmärkning för sevärda mindre orter. Tepotzotlán är också känt för Museo Nacional del Virreinato, ett museum dedikerat till Nya Spanien och dess tidsepok.

## Galleri

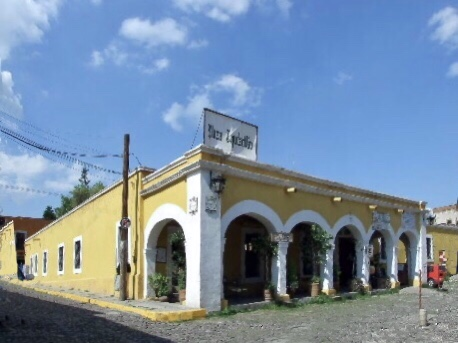
Stadshuset.
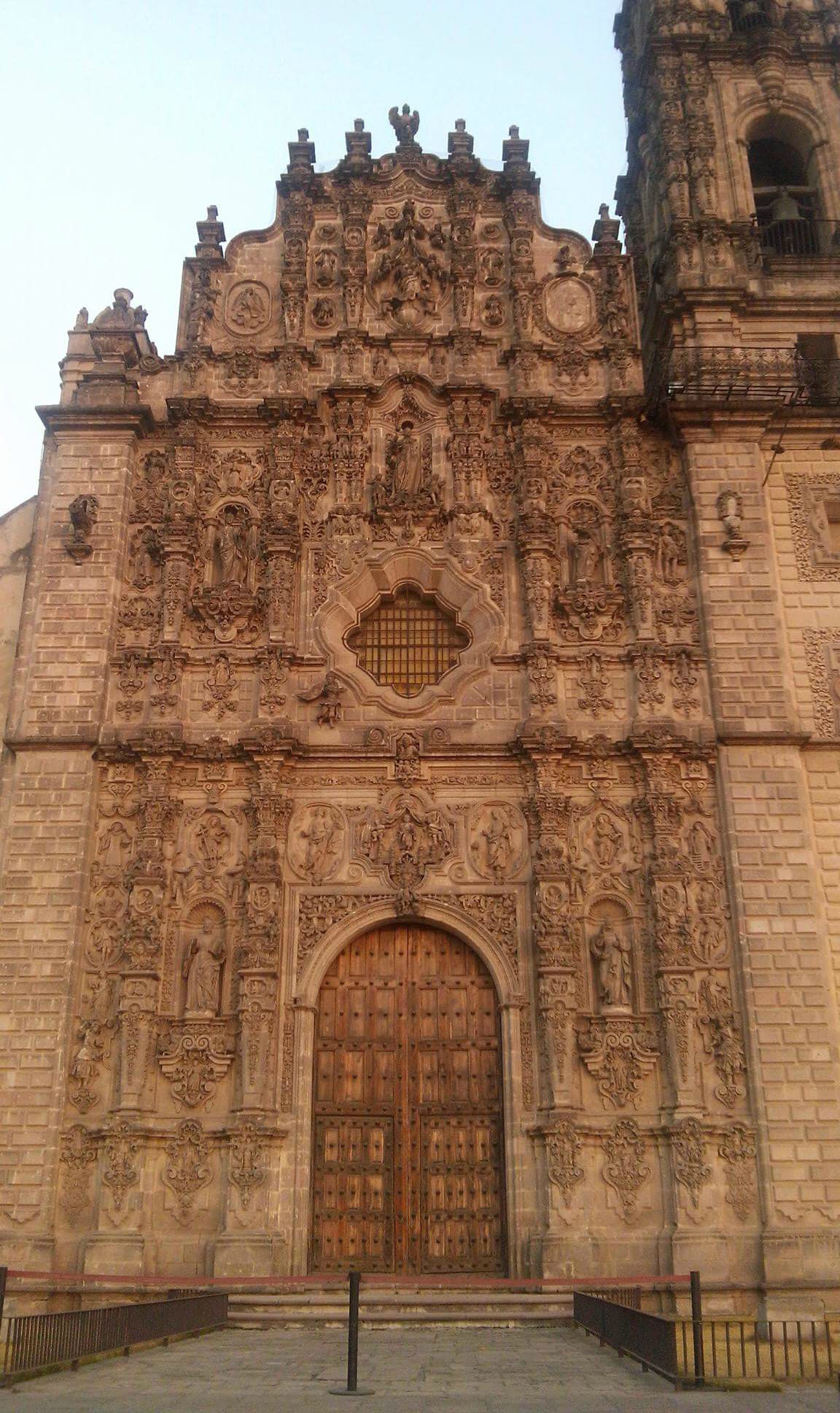
Museo Nacional del Virreinato.
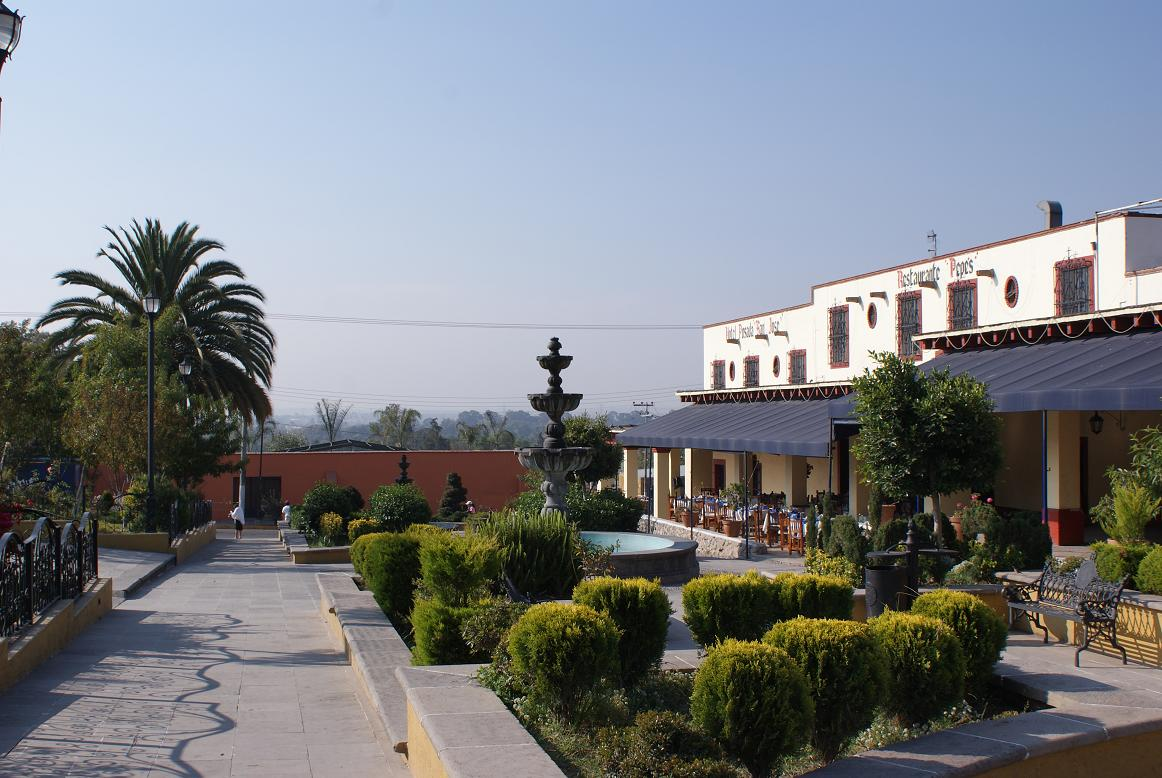
Ett torg i staden.
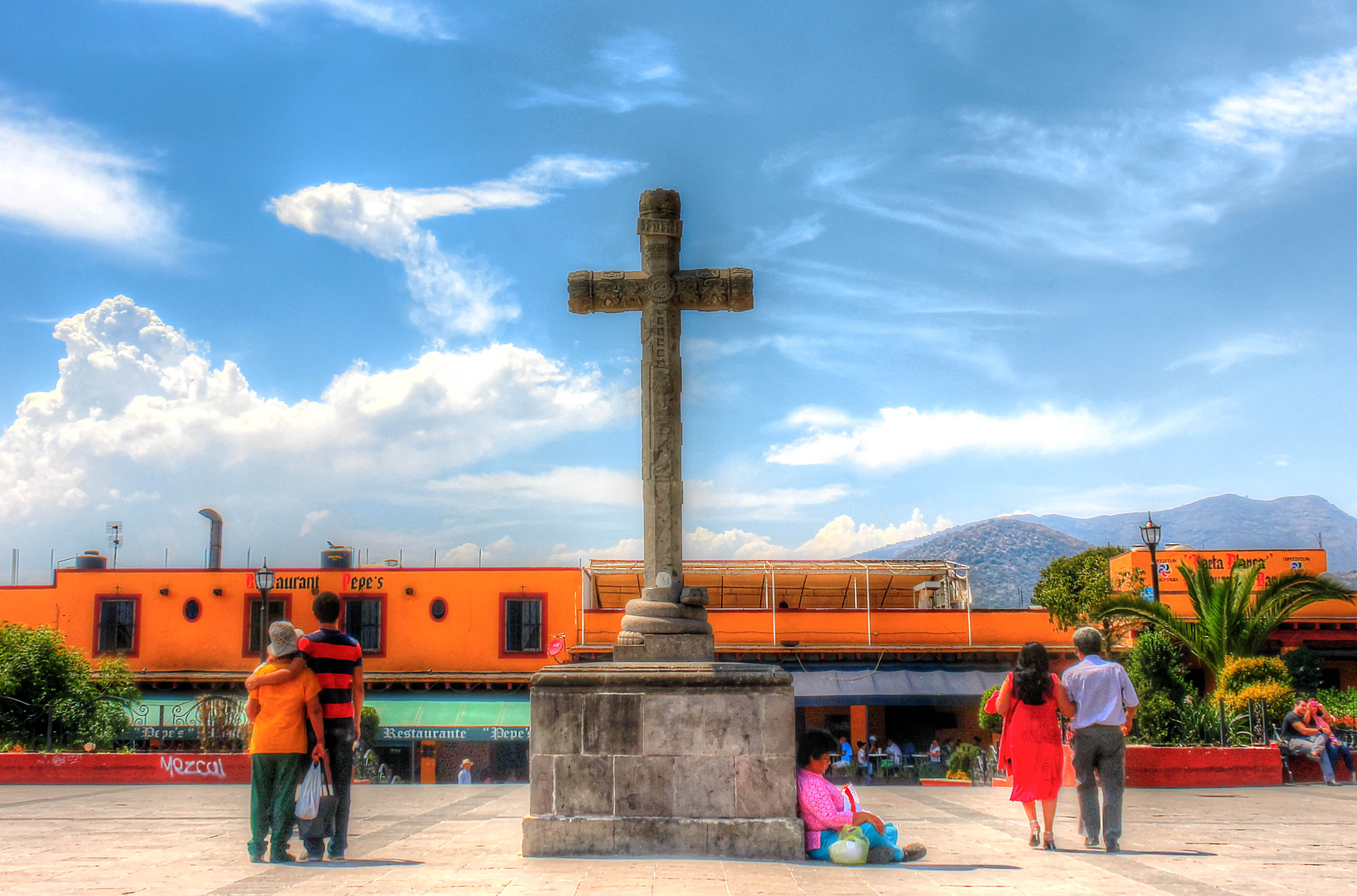
Korsmonument på ett annat torg i staden.
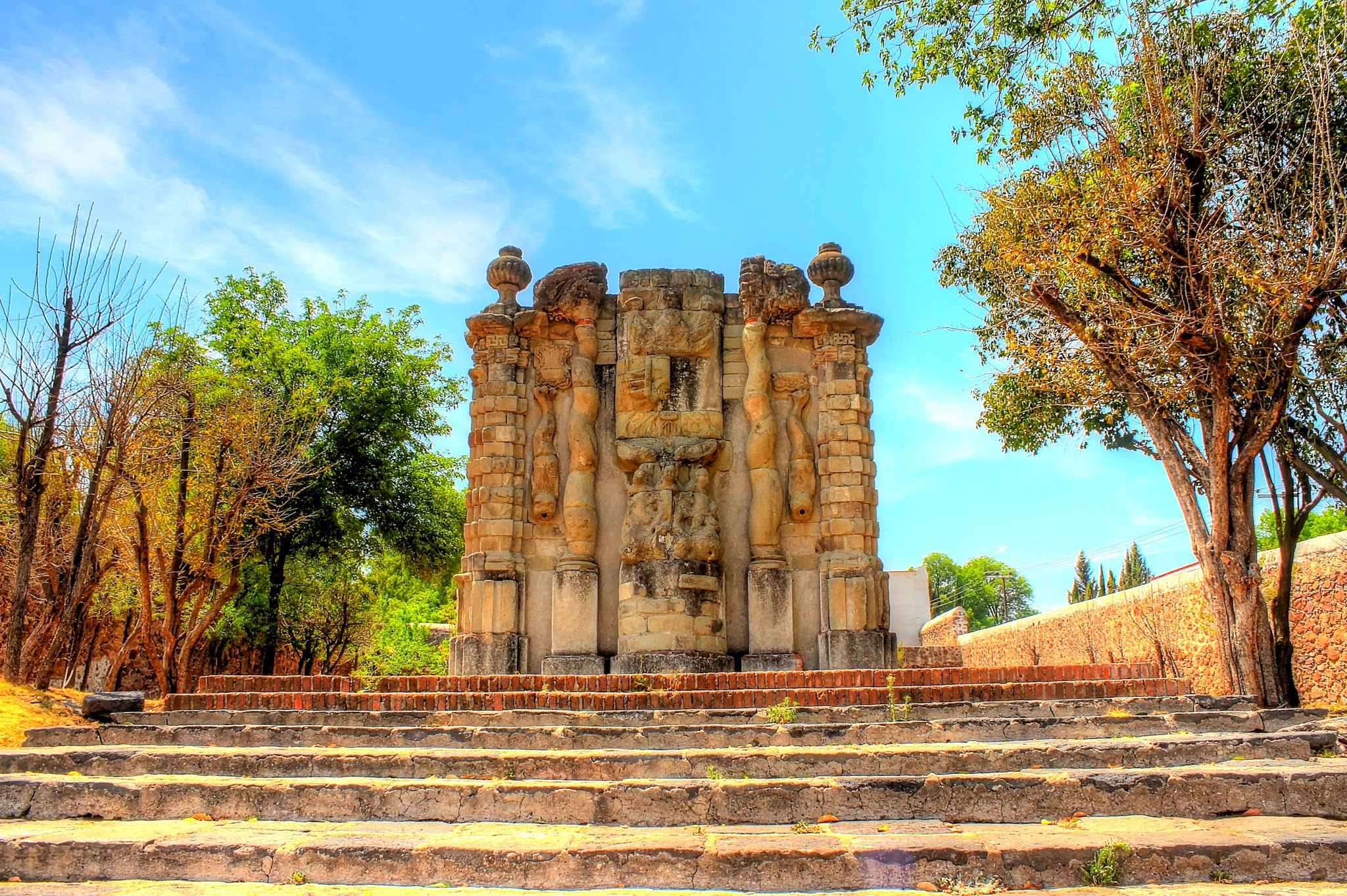
Fontänen Salto del Agua.